# Bahar Büker
Bahar Büker (ur. 17 listopada 1989) – turecka judoczka.
Uczestniczka mistrzostw świata w 2013. Startowała w Pucharze Świata w 2009, 2011 i 2013. Brązowa medalistka igrzysk śródziemnomorskich w 2013  roku.